# Eduardo García
Eduardo García – piłkarz urugwajski, bramkarz.
Jako piłkarz klubu Sud América Montevideo był w kadrze reprezentacji podczas turnieju Copa América 1929, gdzie Urugwaj zajął dopiero trzecie miejsce. Ponieważ podstawowym bramkarzem reprezentacji był Andrés Mazali, García nie zagrał w żadnym meczu.
Później García przeszedł do klubu Club Nacional de Football, gdzie zajął miejsce Mazaliego. Razem z Nacionalem w 1933 roku zdobył mistrzostwo Urugwaju.